# حورپاسفید
هورباسفيد  مدنیة در بخش هور شهرستان فاریاب در استان کرمان ایران است. 
(بالفارسية: هورپاسفید) هي مدینة تقع في البلدة المركزية في إيران. يقدر عدد سكانها بـ 673 نسمة بحسب إحصاء 2016.